# Beverly Hills (Floride)
Pour les articles homonymes, voir Beverly Hills (homonymie).
Beverly Hills est une census-designated place du comté de Citrus, dans l'État de Floride, aux États-Unis,. En 2020, elle compte une population de 9 961 habitants.